# Ełk POHZ
Pour les articles homonymes, voir Elk.
Ełk POHZ est un village polonais du district administratif d'Ełk, dans le powiat d'Ełk, voïvodie de Varmie-Mazurie, au nord-est du pays.